# Theaterlexikon der Schweiz
Theaterlexikon der Schweiz (TLS) / Dictionnaire du théâtre en Suisse (DTS) / Dizionario Teatrale Svizzero (DTS) / Lexicon da teater svizzer (LTS) é uma enciclopédia sobre teatro na Suíça publicada originalmente em 2005 em três volumes. Foi desenvolvida de 1997 a 2005 pelo Instituto de Estudos Teatrais da Universidade de Berna.
Suas 3.600 entradas incluem 3.000 biografias e artigos sobre locais, grupos, organizações, eventos e tópicos gerais.
Os artigos estão disponíveis nas quatro línguas oficiais da Suíça: alemão (70%), francês (20%), italiano (6%) ou romanche (2%). Os artigos na língua romanche também foram traduzidos para o alemão.

O texto (sem ilustrações) foi publicado online em 2012 em formato wiki.